# Arcidiocesi di Kinshasa
L'arcidiocesi di Kinshasa (in latino Archidioecesis Kinshasana) è una sede metropolitana della Chiesa cattolica nella Repubblica Democratica del Congo. Nel 2023 contava 7.744.000 battezzati su 13.084.000 abitanti. È retta dall'arcivescovo cardinale Fridolin Ambongo Besungu, O.F.M.Cap.

## Territorio
L'arcidiocesi comprende quasi totalmente la città-provincia di Kinshasa, dove si trova la cattedrale di Nostra Signora del Congo.
Il territorio si estende su circa 8.500 km² ed è suddiviso in 160 parrocchie.

## Storia
La missione sui iuris del Congo indipendente o belga fu eretta il 22 novembre 1886, ricavandone il territorio dalla prefettura apostolica del Congo inferiore e dal vicariato apostolico delle Due Guinee (oggi arcidiocesi di Libreville).
L'11 maggio 1888 la missione sui iuris fu elevata a vicariato apostolico con il breve Quae catholico nomini di papa Leone XIII. Esso comprendeva tutto il territorio dello Stato Libero del Congo, ad eccezione di quello sottomesso al vicariato apostolico del Congo superiore (oggi diocesi di Kalemie-Kirungu).
Successivamente cedette a più riprese porzioni di territorio a vantaggio dell'erezione di nuove circoscrizioni ecclesiastiche e precisamente:
- la missione sui iuris di Koango (oggi diocesi di Kikwit) l'8 aprile 1892;
- la prefettura apostolica di Uéllé (oggi diocesi di Buta) il 12 maggio 1898;
- la missione sui iuris del Kasai superiore (oggi arcidiocesi di Kananga) il 26 luglio 1901;
- la prefettura apostolica di Stanley Falls (oggi arcidiocesi di Kisangani) il 3 agosto 1904;
- la prefettura apostolica del Katanga (oggi arcidiocesi di Lubumbashi) il 5 agosto 1910;
- la prefettura apostolica dell'Ubanghi belga (oggi diocesi di Molegbe) il 7 aprile 1911;
- la prefettura apostolica di Matadi (oggi diocesi) il 1º luglio 1911.

Il 3 aprile 1919 in forza del breve Quae Catholico nomini di papa Benedetto XV cedette un'altra porzione del suo territorio a vantaggio dell'erezione del vicariato apostolico di Nouvelle-Anvers (oggi diocesi di Lisala) e contestualmente assunse il nome di vicariato apostolico di Léopoldville.
Il 27 aprile 1927 con il breve In hac beati di papa Pio XI furono ridisegnati i confini con la prefettura apostolica di Coquilhatville (oggi arcidiocesi di Mbandaka-Bikoro).
Il 3 gennaio 1931 e il 26 febbraio 1934 cedette ulteriori porzioni di territorio prima a vantaggio dell'erezione alla missione sui iuris di Bikoro (oggi arcidiocesi di Mbandaka-Bikoro) e poi a vantaggio del vicariato apostolico di Lulua e Katanga centrale (oggi diocesi di Kamina) e dell'erezione del vicariato apostolico di Boma (oggi diocesi).
Il 24 maggio 1950 il vicariato apostolico si ampliò, adeguando i suoi confini a quelli dei distretti amministrativi, grazie all'acquisizione di piccoli lembi di territorio appartenuti ai vicariati apostolici di Koango (oggi diocesi di Kikwit), di Kisantu (oggi diocesi) e di Coquilhatville (oggi arcidiocesi di Mbandaka-Bikoro): i confini erano così delimitati dal corso del fiume Likulu dalla sua confluenza nel fiume Kasai fino alle sue sorgenti, da qui in linea retta fino alle sorgenti del fiume Tua e da quindi in linea retta fino alle sorgenti del fiume Dweme fino al confine tra il vicariato apostolico di Koango e quello di Kisantu; da qui il confine proseguiva in linea retta fino alla confluenza dei fiumi Black River e Lumene, poi in linea retta fino alle sorgenti del fiume Didingi e lungo il corso di questo fiume, fino alla confluenza con il fiume Ndjili, poi il confine seguiva una linea retta da est a ovest verso le sorgenti del fiume Mfuna presso il confine tra il vicariato apostolico di Léopoldville e il vicariato apostolico di Matadi (oggi diocesi); mentre i confini con il vicariato apostolico di Coquilhatville erano marcati da una linea che andava dal punto di coordinate 1° N, 18°9' E alle sorgenti del torrente Lonkoi, poi verso nord fino alla confluenza dei torrenti Pili e Londo e quindi correvano lungo il torrente Londo fino alle sue sorgenti e lungo il torrente Loole dalle sorgenti fino alla sua confluenza nei torrenti Lonkoi maggiore e Dwali; da qui lungo il corso del torrente Dwali verso est fino alle sue sorgenti, e da qui lunga una linea che tocca le sorgenti dei torrenti Mokondu, Ipeke e Botifili.
Il 14 giugno 1951 e il 29 giugno 1953 cedette ancora porzioni di territorio a vantaggio dell'erezione rispettivamente della prefettura apostolica di Kole (oggi diocesi) e del vicariato apostolico di Inongo (oggi diocesi).
Il 10 novembre 1959 il vicariato apostolico fu elevato al rango di arcidiocesi metropolitana con la bolla Cum parvulum di papa Giovanni XXIII.
Il 30 maggio 1966 ha assunto il nome attuale.

## Cronotassi dei vescovi
Si omettono i periodi di sede vacante non superiori ai 2 anni o non storicamente accertati.
- François Camille Van Ronslé, C.I.C.M. † (5 giugno 1896 - 4 marzo 1926 dimesso)
- Noël de Cleene, C.I.C.M. † (4 marzo 1926 succeduto - 20 luglio 1932 dimesso)
- Giorgio Six, C.I.C.M. † (26 febbraio 1934 - 24 novembre 1952 deceduto)
- Félix Scalais, C.I.C.M. † (29 giugno 1953 - 7 luglio 1964 dimesso[5])
- Joseph-Albert Malula † (7 luglio 1964 - 14 giugno 1989 deceduto)
- Frédéric Etsou-Nzabi-Bamungwabi, C.I.C.M. † (7 luglio 1990 - 6 gennaio 2007 deceduto)[6]
- Laurent Monsengwo Pasinya † (6 dicembre 2007 - 1º novembre 2018 ritirato)
- Fridolin Ambongo Besungu, O.F.M.Cap., succeduto il 1º novembre 2018

## Statistiche
L'arcidiocesi nel 2023 su una popolazione di 13.084.000 persone contava 7.744.000 battezzati, corrispondenti al 59,2% del totale. Si tratta della diocesi con il maggior numero di fedeli cattolici al mondo.
| anno | popolazione | popolazione | popolazione | presbiteri | presbiteri | presbiteri | presbiteri                | diaconi | religiosi | religiosi | parrocchie |
| anno | battezzati  | totale      | %           | numero     | secolari   | regolari   | battezzati per presbitero | diaconi | uomini    | donne     | parrocchie |
| ---- | ----------- | ----------- | ----------- | ---------- | ---------- | ---------- | ------------------------- | ------- | --------- | --------- | ---------- |
| 1950 | 116.631     | 481.653     | 24,2        | 114        | 4          | 110        | 1.023                     |         | 169       | 166       |            |
| 1970 | 560.300     | 1.250.000   | 44,8        | 225        |            | 225        | 2.490                     |         | 322       | 337       | 30         |
| 1980 | 1.096.000   | 2.030.000   | 54,0        | 234        | 44         | 190        | 4.683                     |         | 325       | 331       | 73         |
| 1988 | 1.700.000   | 3.400.000   | 50,0        | 325        | 113        | 212        | 5.230                     |         | 498       | 382       | 94         |
| 1998 | 3.700.000   | 6.000.000   | 61,7        | 707        | 330        | 377        | 5.233                     |         | 914       | 1.271     | 123        |
| 2001 | 3.900.000   | 6.500.000   | 60,0        | 591        | 354        | 237        | 6.598                     |         | 667       | 1.123     | 125        |
| 2002 | 3.900.000   | 6.500.000   | 60,0        | 639        | 363        | 276        | 6.103                     |         | 764       | 1.141     | 125        |
| 2003 | 3.900.000   | 6.500.000   | 60,0        | 793        | 405        | 388        | 4.918                     |         | 921       | 1.206     | 125        |
| 2004 | 3.500.000   | 7.000.000   | 50,0        | 991        | 311        | 680        | 3.531                     |         | 1.139     | 1.679     | 125        |
| 2006 | 3.601.000   | 7.203.000   | 50,0        | 1.038      | 336        | 702        | 3.469                     |         | 1.249     | 1.813     | 125        |
| 2013 | 5.830.000   | 10.516.000  | 55,4        | 1.166      | 196        | 970        | 5.000                     |         | 1.661     | 1.982     | 143        |
| 2016 | 6.378.000   | 11.323.000  | 56,3        | 1.208      | 238        | 970        | 5.279                     |         | 1.661     | 1.982     | 143        |
| 2019 | 7.118.000   | 12.940.000  | 55,0        | 1.196      | 226        | 970        | 5.951                     |         | 1.721     | 1.028     | 158        |
| 2021 | 7.253.356   | 12.256.830  | 59,2        | 682        | 269        | 413        | 10.635                    |         | 1.164     | 543       | 160        |
| 2023 | 7.744.000   | 13.084.000  | 59,2        | 748        | 299        | 449        | 10.352                    |         | 1.214     | 993       | 160        |